# Gabriel Milan
Gabriel Milan (nach eigener Bezeichnung auch (Don) Franco de Tebary Cordova (da Milão); * 1631; † 26. März 1689 in Kopenhagen) entstammte einer aus Portugal geflohenen sephardischen Familie. Er war Militär, Kaufmann in den Niederlanden und 1684–1686 der vierte dänische Gouverneur von Dänisch-Westindien, ehe er 1689 hingerichtet wurde.

## Leben

### Herkunft und Jugend
Milans Geburtsort ist nicht bekannt. Sein Geburtsjahr lässt sich aus der Angabe in einem Brief entnehmen, wonach er 1684 beim Antritt seiner Stelle als Gouverneur von Dänisch-Westindien 53 Jahre alt war. Auch die Namen seiner Eltern sind nicht überliefert. Wahrscheinlich stammte er aus der portugiesischen Adelsfamilie Milão, die ab 1605 in Hamburg bezeugt ist, wohin mehreren Familienmitgliedern, wohlhabende Marranen, während des Inquisitionsprozesses gegen das 1609 hingerichtete Familienoberhaupt Henrique Dias Milão die Flucht gelang. Henriques Tochter Beatriz de Milão heiratete dort 1606 den ebenfalls aus Lissabon geflohenen reichen Kaufmann Albert Dionis. Möglicherweise war ein ihrer Brüder, Manuel Cardoso de Milão (1571–1644), Gabriels Vater. Dieser hatte einige Zeit als Kaufmann in Pernambuco in Brasilien gelebt, war 1610 in London und 1616 in Amsterdam aktiv, ehe er ebenfalls nach Hamburg zog. Er war mit Sara de Caceres verheiratet, die ebenso aus einer portugiesischen Kaufmannsfamilie stammte. Ein anderer Bruder, Paulo de Milão, nannte sich nach der Flucht wieder mit seinem jüdischen Namen Moses Abenzur. Dessen Sohn, der Juwelenhändler Josua Abenzur, wurde Milans wichtigster Handelspartner.
Die Hamburger sephardische Gemeinde pflegte enge, auch verwandtschaftliche Kontakte mit Kaufleuten in den Niederlanden. Verbindungen gab es auch nach Dänemark, da der dänische König Christian IV. in seiner Neugründung Glückstadt sephardischen Juden Religionsfreiheit und Handelsprivilegien erteilt hatte. Milans Schwiegervater lebte dort eine Zeitlang als königlicher Leibarzt.

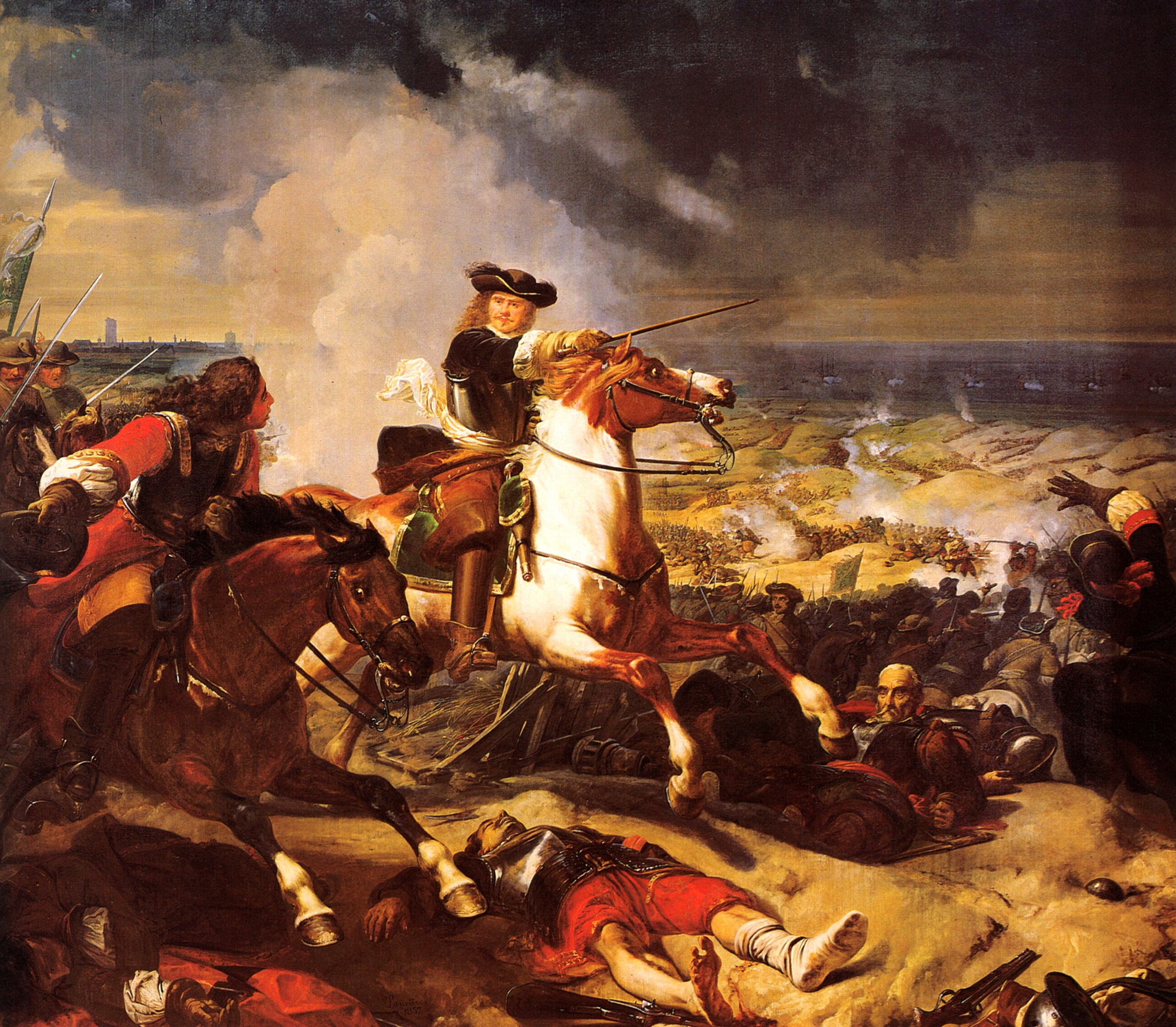
Schlacht in den Dünen 1658

Milan muss eine gute Ausbildung genossen haben. Seine im Reichsarchiv in Kopenhagen erhaltenen Briefe sind vor allem in Spanisch, aber auch in Französisch, Portugiesisch, Deutsch und Niederländisch verfasst. Nach seinem eigenen Bericht begann er seine Laufbahn als Militär unter Jules Mazarin, war erfolgreicher Kavallerieoberst in spanischen Diensten in Flandern (1654–55) unter Juan José de Austria und an der Schlacht in den Dünen 1658 gegen ein französisch-englisches Heer beteiligt. Gleichzeitig betätigte er sich von Brüssel aus als Geldverleiher und Rüstungslieferant. Wohl vor 1658 heiratete er eine namentlich nicht bekannte Tochter des jüdischen Arztes und Gelehrten Binjamin Mussaphia, eines Bruders von Albert Dionis, der nach zwischenzeitlichem Aufenthalt in Hamburg und Schleswig-Holstein in Amsterdam lebte. Trotz der engen Verflechtung mit seiner jüdischen Familie scheint Milan auch nach der Niederlassung der Familie außerhalb von Portugal zumindest offiziell römisch-katholisch gewesen zu sein.

### Dänischer Faktor in Amsterdam
Milan ist ab 1667 sicher als Kaufmann in Amsterdam bezeugt. Wie andere niederländische Kaufleute vor ihm, etwa die Familie Marselis, war er auch als Bankier und Geldverleiher tätig. Der dänische Kanzler Peder Schumacher Griffenfeld beschaffte über Milan Juwelen für die Königin und Kunstwerke für den König Christian V. Im Gegenzug erhielt Milan mit Griffenfelds Hilfe 1668 den mit einem hohen jährlichen Einkommen verbundenen Posten eines dänischen Faktors in Amsterdam. Zu seinen Pflichten gehörte es zudem, den dänischen Hof mit politischen Informationen zu versorgen. Dem dänischen Prinzen Georg von Dänemark finanzierte er dessen kostspielige Auslandsreise 1668–1670. Bereits 1669 hatte er dem dänischen Hof Kredite von 21.500 Reichstalern gegen eine Rente von 6 % gewährt. Einen Großteil dieses Geldes hatte sich Milan selbst bei seinem Schwager und Cousin Josua Abenzur geliehen.
Zum ersten Mal reiste Milan 1670 nach Kopenhagen, wo er die Bestallung als Faktor der Königinwitwe Sophie Amalie erhielt. Im Ausgleich für die schleppende Rückzahlung der Kredite wurde Milan 1671 zum dänischen Generalfaktor in Amsterdam mit höherem jährlichen Einkommen ernannt und erhielt zudem 1672 das Privileg der dänischen Post in den Niederlanden. Auch den dänischen Gesandten in Den Haag unterstützte er. Anderen dänischen Adligen vermittelte er einträgliche Stellungen im niederländischen Militär, so etwa Carl von Ahlefeldt, dem ältesten Sohn von Claus von Ahlefeldt.
Nach Griffenfelds Sturz 1676 blieb der König, der ab 1674 im Krieg gegen Schweden stand, jedoch die Rückzahlung ganz schuldig. Etwa gleichzeitig starb auch Josua Abenzur. Damit brach Milans Finanzsystem in sich zusammen.
In der Zwischenzeit war Milans erste Frau verstorben und hatte ihm zwei Kinder hinterlassen. In zweiter Ehe heiratete er nach 1675 eine calvinistische Witwe, Juliana Regina von Breitenbach († 1698 in Kopenhagen), die bereits mehrere Kinder in die Ehe einbrachte und mit Milan fünf weitere Kinder bekam.

### Schuldeneintreibung in Dänemark
Zunehmend in finanziellen Schwierigkeiten reiste Milan mit der Familie 1678 nach Kopenhagen, um die Schulden vom dänischen König einzufordern. In diesem Jahr hatte sich sein Schwager Jacob Mussaphia, der Ehemann einer sehr viel jüngeren Schwester von Milans bereits verstorbener ersten Frau, mit einem Privileg von Herzog Christian Albrecht von Schleswig-Holstein-Gottorf in Tönning niedergelassen. Milan hatte nur wenig Erfolg mit dem Eintreiben der Gelder. Da Juden sich seit der Regierung von Friedrich III. nur kurzfristig im Königreich Dänemark aufhalten durften und auch Katholiken nicht geduldet wurden, lebte er zumeist in Glückstadt. Dort erhielt er das Recht, 300.000 Reichstaler prägen zu lassen, wofür ihm jedoch das erforderliche Edelmetall fehlte. Nur mit Schwierigkeiten konnte er seine Frau unterhalten, die mit den insgesamt dreizehn Kinder in Kopenhagen lebte. Ab 1680 drängten seine Gläubiger immer stärker auf Rückzahlung und 1682 musste seine Frau schließlich ihr Silber versetzen, um die Kinder ernähren zu können. Vergeblich versuchte Milan eine Stellung bei der königlichen Handelskammer zu erhalten. Unter diesen Umständen trat Milan mit dem Empfang des Abendmahls in der Katharinenkirche in Hamburg offiziell zur lutherischen Kirche über, wofür er sich eine Bescheinigung von Pastor David Klug ausstellen ließ.

### Gouverneur in Westindien

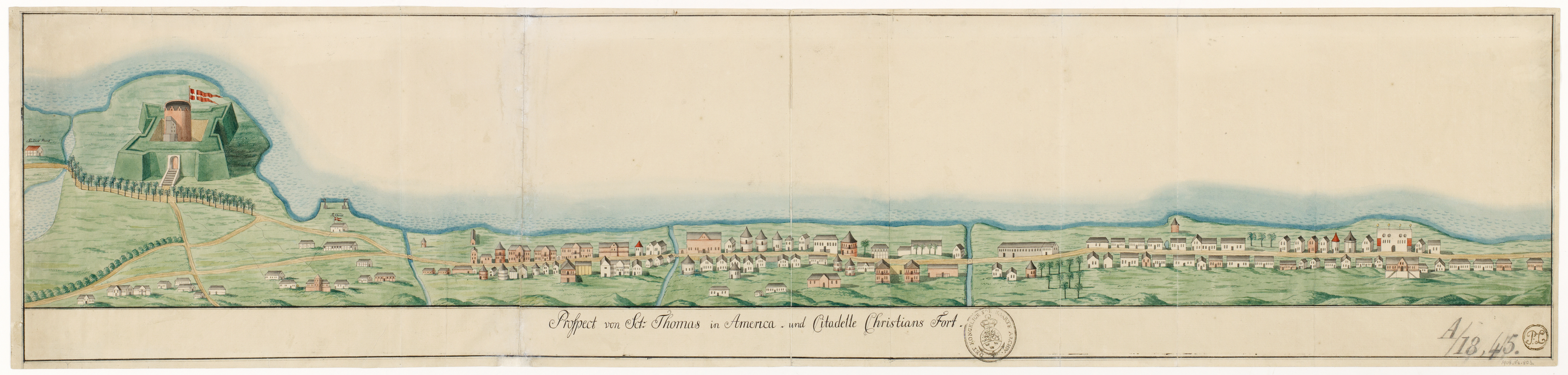
St. Thomas im 18. Jahrhundert

In seiner Verzweiflung bewarb sich Milan um die Stelle als Gouverneur von Westindien. Anfang 1684 wählten ihn die Vertreter der Dänischen Westindien-Kompanie aufgrund seiner Sprachkenntnisse und wirtschaftlichen Erfahrungen. Milan erhielt ein Jahresgehalt von 600 Reichstalern und freie Kost und Logis. Mit Frau und mehreren Kindern und großer Dienerschaft reiste er nach Saint Thomas, das er nach dreimonatiger Reise im Oktober erreichte. Sein Vorgänger Adolph Esmit hatte den Hafen für karibische Piraten geöffnet und sich den Besitz der Kompanie angeeignet. Milan sollte ihn festnehmen und nach Kopenhagen bringen lassen. Im Namen der Krone ließ er Esmit sogleich gefangen setzen und konfiszierte dessen Besitz, wobei er kostbare Haushaltsausstattung für sich selbst beanspruchte und auch die Plantage von Esmits Bruder und Amtsvorgänger Nicolas Esmit beschlagnahmte. Entgegen der königlichen Anordnung schickte Milan Esmit aber nicht nach Dänemark zurück, sondern behielt ihn als seinen persönlichen Gefangenen. Auf eigene Faust versuchte er, das Gold und Silber zurückzuholen, das Esmit aus dem Besitz der Kompanie in die niederländische Kolonie Sint Eustatius hatte bringen lassen. Als im Dezember 1684 Esmits Frau anreiste, um den Familienbesitz zu retten, ließ Milan auch sie ins Gefängnis bringen.
Den aus in der Kolonie ansässigen Pflanzern bestehenden Rat, der ihm bei der Verwaltung zur Seite stehen sollte, hinderte Milan an seiner Arbeit. Statt des ihm vom König an die Seite gestellten Vertreters ernannte er seinen ältesten Sohn Felix Milan aus erster Ehe. Mit willkürlichen Forderungen und brutalster Bestrafung unbotmäßiger Sklaven brachte er die Bevölkerung schnell gegen sich auf. Wie sein Vorgänger stellte er Kaperbriefe für das Aufbringen spanischer und englischer Schiffe aus. Während seiner Amtszeit wurde ein Teil von St. Thomas an Brandenburg als Stützpunkt für den Sklavenhandel verpachtet, wobei Dänemark am Umsatz beteiligt wurde. Auch Milan selbst baute eine Zuckerplantage auf, auf der fast hundert aus Afrika verschleppte Menschen Sklavenarbeit leisten mussten. 25 dieser Sklaven hatte er gewaltsam von einem englischen Farmer entführt. Während seiner Zeit auf St. Thomas erkrankte Milan schwer. Die beiden jüngsten der fünf Kinder, die ihn begleitet hatten, starben ebenso wie das letzte, erst auf St. Thomas geborene Kind.
Der Kapitän Jörgen Meyer, der Milan nach St. Thomas gebracht hatte, kehrte im Juni 1685 nach Kopenhagen zurück und verbreitete dort die Nachricht von Milans tyrannischer Herrschaft. Die Kompanie schickte mit Mikkel Mikkelsen einen stellvertretenden Gouverneur, der Milan absetzen und den Fall untersuchen sollte. Dieser versuchte, die Pflanzer gegen Mikkelsen aufzuwiegeln. Doch bevor er diesen Plan ausführen konnte, erreichte eine vom König entsandte Kommission, die die Vorfälle untersuchen sollte, St. Thomas. Milan verbarrikadierte sich bewaffnet in seinem Zimmer und verhandelte drei Tage, ehe er sich ergab. Zusammen mit der Kommission kehrten er und Esmit im Sommer 1686 als Gefangene nach Dänemark zurück. In Kopenhagen wurde Milan zusammen mit Frau und Kindern inhaftiert. Trotzdem konnte die Familie erhebliche Reichtümer und auch einige Sklaven aus Westindien mitnehmen, von deren Verkauf Milans Frau nach ihrer Freilassung lebte. Milan wurde des Aufruhrs angeklagt. Bei dem folgenden Prozess war Jörgen Meyer der Hauptzeuge der Anklage. Meyer war es auch, der besonders herausstellte, dass Milan Jude war. Im November 1687 verurteilte das Gericht Milan zum Verlust von Leben, Vermögen und Ehre. Diesem Urteil folgte ein Einspruch, der einen weiteren mehrjährigen Prozess nach sich zog, in dem jedoch das Urteil bestätigt wurde. Am 26. März 1689 wurde Milan auf dem Kopenhagener Kongens Nytorv öffentlich enthauptet. Hinter der ausschließlich gegen Milan verhängten harten Strafe könnte protestantischer Antijudaismus gestanden haben.
Dem von seinem eigenen Bruder angeklagten Adolph Esmit gelang es dagegen, die Westindien-Kompanie zu überzeugen, dass er der einzige sei, der die Lage eines gesunkenen spanischen Silberschiffes kenne. Er wurde freigesprochen und 1687 wieder als Gouverneur von Westindien eingesetzt, wo er Milans Plantage übernahm und St. Thomas weiter zum Piratenstützpunkt ausbaute. Im folgenden Jahr wurde er allerdings schon wieder abgesetzt, da die Einwohner der Kolonie ihn nicht als Gouverneur akzeptierten. Vor einem erneuten Prozess floh er nach Kurland, wo sich seine Spur verliert.
Milans durch das Urteil verarmte Witwe bat den König um Unterstützung, die ihr schließlich wenige Monate vor ihrem Tod gewährt wurde. Über seine beiden Söhne Felix und Franz Ferdinand aus erster Ehe ist nach Milans Rückkehr aus Westindien nichts überliefert. Der älteste Sohn aus zweiter Ehe, Carl Friedrich Melan (1676–1730), ließ sich als Maler in Odense nieder. Dessen Sohn, der „Hofvergolder“ Gabriel Ferdinand Milan (1700–1777), wurde 1750 vom König zum Vizebürgermeister von Helsingør ernannt.